# U-Bahnhof San Donato
Der U-Bahnhof San Donato ist ein unterirdischer Bahnhof der U-Bahn Mailand, südliche Endstation der Linie M3. Er befindet sich am südlichen Stadtrand, an der Grenze mit der Nachbarstadt San Donato Milanese, nach der er benannt wurde.

## Geschichte
Der U-Bahnhof San Donato wurde am 12. Mai 1991 als Teil mit der Verlängerung vom U-Bahnhof Porta Romana in Betrieb genommen.

## Lage
Der Bahnhof befindet sich in unterirdischer Lage und verfügt über drei Gleise.
Die architektonische Ausstattung wurde wie bei allen Bahnhöfen der Linie M3 von den Architekten Claudio Dini und Umberto Cappelli gestaltet.

## Anbindung
Über den U-Bahnhof befindet sich ein großer Busbahnhof mit vielen Busverbindungen zu den Nachbarstädten in südöstlicher Richtung. Neben dem Busbahnhof befindet sich auch eine große Park-and-Ride-Anlage.
| Linie | Verlauf |
| ----- | --- |
|       | Comasina – Affori FN – Affori Centro – Dergano – Maciachini – Zara – Sondrio – Centrale FS – Repubblica – Turati – Montenapoleone – Duomo – Missori – Crocetta – Porta Romana – Lodi TIBB – Brenta – Corvetto – Porto di Mare – Rogoredo FS – San Donato |